# Samuel Goldwyn Jr.
Samuel Goldwyn Jr. (Los Angeles, 7 settembre 1926 – Los Angeles, 9 gennaio 2015) è stato un produttore cinematografico statunitense.

## Biografia
Nato a Los Angeles nel 1926, figlio del noto produttore cinematografico Samuel Goldwyn e dell'attrice Frances Howard, alla fine del 1940 ebbe una relazione con l'attrice Laurette Luez. Padre di sei figli, tra cui anche Tony e John Goldwyn, che furono attivi nel cinema come il padre, fu sposato due volte: una prima volta con l'attrice Jennifer Howard dal 16 agosto 1950 al 7 febbraio 1968, quando divorziarono. Dalla Howard ebbe quattro figli. Il 23 agosto 1969 si sposò con Peggy Elliot, dalla quale ebbe due figli, salvo poi contrarre il divorzio nel 2005.

## Filmografia
- Ragazze perdute (Good-Time Girl) (1948)
- Sangue caldo (Man with the Gun) (1955)
- Sneak Preview (1956, serie TV)
- Cacciatori di squali (The Sharkfighters) (1956)
- L'orgoglioso ribelle (The Proud Rebel) (1958)
- Le avventure di Huck Finn (The Adventures of Huckleberry Finn) (1960)
- Giovani amanti (The Young Lovers) (1964)
- Pupe calde e mafia nera (Cotton Comes to Harlem) (1970)
- Harlem detectives (Come Back, Charleston Blue) (1972)
- Stridulum (1979)
- The Golden Seal (1983)
- Se ti mordo... sei mio (Once Bitten) (1985)
- Una preghiera per morire (A Prayer for the Dying) (1987)
- Fatal Beauty (1987)
- Hallmark Hall of Fame (1988, 1 episodio)
- Mystic Pizza (1988)
- L'eredita di Miss Richards (Minnamurra) (1989)
- Stella (1990)
- The Program (1993)
- Uno sguardo dal cielo (The Preacher's Wife) (1996)
- Ovosodo (1997) - produttore esecutivo
- Viola bacia tutti (1998) - produttore esecutivo
- Flipper (1997, 1 episodio)
- Tortilla Soup (2001)
- Master and Commander - Sfida ai confini del mare (Master and Commander: The Far Side of the World) (2003)
- I sogni segreti di Walter Mitty (2013)